# Загорски манастири
Загорските манастири (на гръцки: Μοναστήρια του Ζαγορίου) се намират в Загори и с изключение на Вуцовския са недействащи, но запазени. Всички те датират от османско време с три изключения.
Общият им брой е 21 като само три от манастирите са византийски, т.е. издигнати са по времето на Византийската империя.